# Don Gillis
Donald Eugene (Don) Gillis (Cameron (Missouri), 17 juni 1912 - Columbia (South Carolina), 10 januari 1978) was een Amerikaans componist, dirigent, muziekpedagoog en radioproducer.

## Levensloop
Gedurende zijn jeugd verhuisde Gillis (mede door de recessie) naar Fort Worth in Texas, alwaar hij studeerde aan de Texas Christian University. Hij speelde trombone en trompet en was assistent-dirigent van het orkest van de universiteit. Hij haalde zijn graad daar in 1935. Hij vervolgde zijn opleiding aan de North Texas State University; haaldde daar zijn graad in 1943. Gedurende zijn opleiding arrangeerde en componeerde hij al allerlei populaire werken.
Daarop aanvaardde hij een baan als producer, eerst bij een plaatselijk radiostation (WBAP te Chicago), daarna bij de grote (inter)nationale omroep NBC, waar hij producer werd van het befaamde NBC Symphony Orchestra met haar dirigent Arturo Toscanini. Daarnaast arrangeerde, dirigeerde, speelde hij en gaf les en richtte allerlei ensembles en combo's op met de verbetenheid om zich verder te scholen in de muziek. Vanaf het moment dat Toscanini stopte heeft Gillis allerlei baantjes binnen het Amerikaanse muziekleven gehad, maar bleef componeren in de voor hem zo karakteristieke vrolijke stijl, een combinatie van klassieke muziek en jazz.

## Privé
Hij is tweemaal getrouwd geweest. Uit zijn eerste huwelijk met Catherine had hij twee kinderen, in 1963 hertrouwde hij en kreeg nog een kind.
In 1978 overleed hij aan de gevolgen van een hartinfarct.

## Oeuvre
Hij heeft veel (onbekende) werken op zijn naam staan; zijn populairste compositie is symfonie Nr. 5½ . Hij componeerde:
- twaalf symfonieën waaronder
  - Symfonie nr. 1 in 1941;
  - Symfonie nr. 2 in 1941;
  - Symfonie nr. 3 in 1942;
  - Symfonie nr. 5½ in 1947 ;
  - Symfonie X
- zes strijkkwartetten;
- Portrait of a frontier man (1947);
- Alamo (1947)
- Shindig (ballet)
- Paul Bunyan - An Overture to a Legend[1]
- twee pianoconcerten
  - Pianoconcert 1 (1956)
- Twinkletoes (1956)
- Short overture (1945)
- Rapsodie voor harp en orkest (1953)
- Rapsodie voor trompet en orkest (1970)

### Werken voor harmonieorkest
- 1947 Symfonie nr. 5½
- 1950 Tulsa - A Symphonic Portrait in Oil
- 1953 Ballet for Band
- Cyclometric Overture
- Land of Wheat
  1. Lazy day
  2. Harvest celebration
- Symphony X "Big D"
  1. All-American City
  2. Requiem for a Hero
  3. Conventioneer
  4. Cotton Bowl

## Boeken
- The Unfinished Symphony Conductor. Pemberton Press (1967); Een satirische handleiding bij het dirigeren;
- The Art of Media Instruction. Crescendo Book Publications (1973).

## Media
1. ↑  Paul Bunyan - An Overture to a Legend door Sinfonia Varsovia o.l.v. Ian Hobson

- Bibsys: 7071448
- Biblioteca Nacional de España: XX5047753
- Gemeinsame Normdatei: 13420820X
- International Standard Name Identifier: 0000 0001 1489 1041
- Library of Congress Control Number: n83071548
- MusicBrainz: c17177b2-c596-4d86-8bb3-350d3368d460
- National Archives and Records Administration: 10569490
- Nationale Bibliotheek van Israël: 987007397317905171
- Istituto Centrale per il Catalogo Unico: DDSV089042
- SNAC: w69s1t8f
- Trove: 833853
- Virtual International Authority File: 25815900
- WorldCat: E39PBJkT9cTt4gy4KFBYQdj3cP